# تاندزوت
تاندزوت (ارمنی: Տանձուտ؛ ترکی آذربایجانی: Qarıqışlaq) یک منطقهٔ مسکونی در جمهوری آرتساخ است که در استان کاشاتاق واقع شده‌است.